# Columbus (Schiff, 1924)
Die Columbus  war ein Schiff des Norddeutschen Lloyd.

## Geschichte

### Vorgeschichte
Vor dem Ersten Weltkrieg ließ der Norddeutsche Lloyd (NDL) auf der Werft Danzig (Schichau-Werke) zwei große Transatlantik-Liner auf Kiel legen, welche die Namen Columbus und Hindenburg erhalten sollten. Die beiden waren bei Kriegsende 1918 noch nicht fertig. Durch den Versailler Vertrag wurde Danzig zu einem souveränen Staat ("Freie Stadt Danzig"). Die Werft und der NDL verzögerten die Fertigstellung solange, bis zwischen der britischen Regierung und einer deutschen Delegation, die im Namen der damaligen deutschen Regierung (ver)handelte, das 'Columbus-Abkommen' vom 5. August 1921 geschlossen worden war. 
Darin wurde unter anderem festgelegt, dass die Columbus an Großbritannien abgetreten werden musste. Sie wurde in Homeric umbenannt und fuhr für die White Star Line. Die Geschichte des zweiten Schiffes verlief grundlegend anders.
Die Hindenburg wurde für den NDL fertiggebaut. Der Bau verlief wegen der Materialknappheit schleppend. Das fertige Schiff erhielt anstelle des ursprünglich vorgesehenen Namens Hindenburg den für das abgetretene Schiff vorgesehenen Namen Columbus.

### Bau und Ausstattung

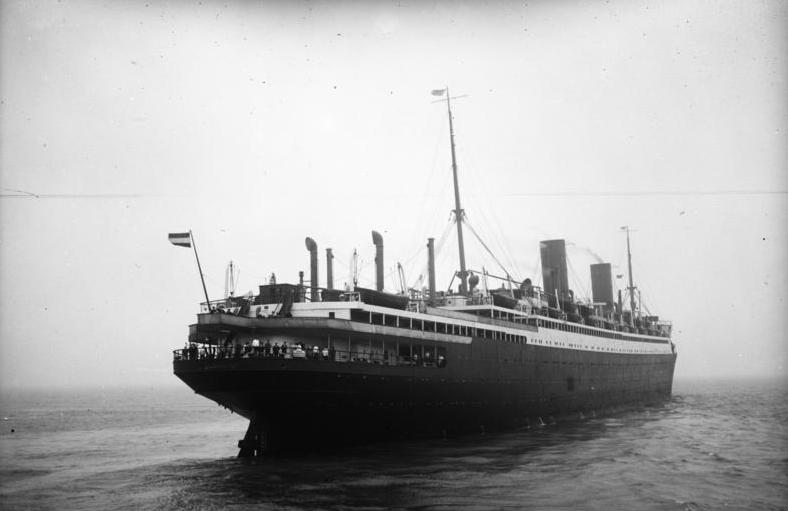
Heckansicht der Columbus

Das Schiff sollte am 17. Juni 1922 auf der Schichau-Werft in Danzig vom Stapel laufen. Es blieb jedoch auf der Ablaufbahn hängen, und es gelang erst am 12. August 1922, den Rumpf zu Wasser zu bringen. Im November 1923 war das Schiff fertig und lief am 22. April 1924 in Bremerhaven zu seiner Jungfernfahrt nach New York aus.
In dieser Zeit entstehen an Bord unter der Regie von Hans Behrendt einige Aufnahmen für den Spielfilm Neuland oder Das glückhaft Schiff mit den Teilen Das glückhaft Schiff "Santa Maria" und Columbus u. a. mit Otto Gebühr in der Rolle des historischen Christoph Kolumbus. Spektakulär ist die Begegnung der (nachgebauten) Santa Maria und des neuen Dampfers Columbus auf See.
Die Columbus war im Wesentlichen genauso fertiggestellt worden wie das Schwesterschiff Homeric, allerdings waren die Aufbauten nicht so aufgetürmt wie bei der Homeric. Ursprünglich hatte sie zwei relativ schlanke hohe Schornsteine und sah mit ihrem geraden Bug und dem schnittigen Heck sehr elegant aus. Der Rumpf war von fünf durchlaufenden Decks durchzogen und von 14 Schotten unterteilt. Vorne waren drei, hinten zwei Laderäume und ebenso viele Luken. Die Passagierunterkünfte hatten den bei deutschen Schiffen bekannten hohen Standard und waren in drei Klassen unterteilt. Dazu gehörten die üblichen Gesellschaftsräume wie Speisesaal, Rauchzimmer, Bücherei, Veranda, Sporthalle etc. Besonders eindrucksvoll war die große Empfangshalle.

### Weggefährten
Die Columbus war der damals größte Nachkriegsbau Deutschlands. Weggefährten der Columbus waren die München und die Stuttgart, die jedoch um vieles kleiner waren und nur 15 Knoten liefen. Darüber hinaus hatte der Norddeutsche Lloyd noch die alte Prinzess Irene, jetzt Bremen. 1925 kam die neugebaute Berlin zu den Nordatlantikschiffen hinzu. Alle waren so erfolgreich, dass man begann, echte Schnelldampfer zu bauen. Diese hießen Bremen und Europa.

### Schiffsgeschichte bis zum Zweiten Weltkrieg

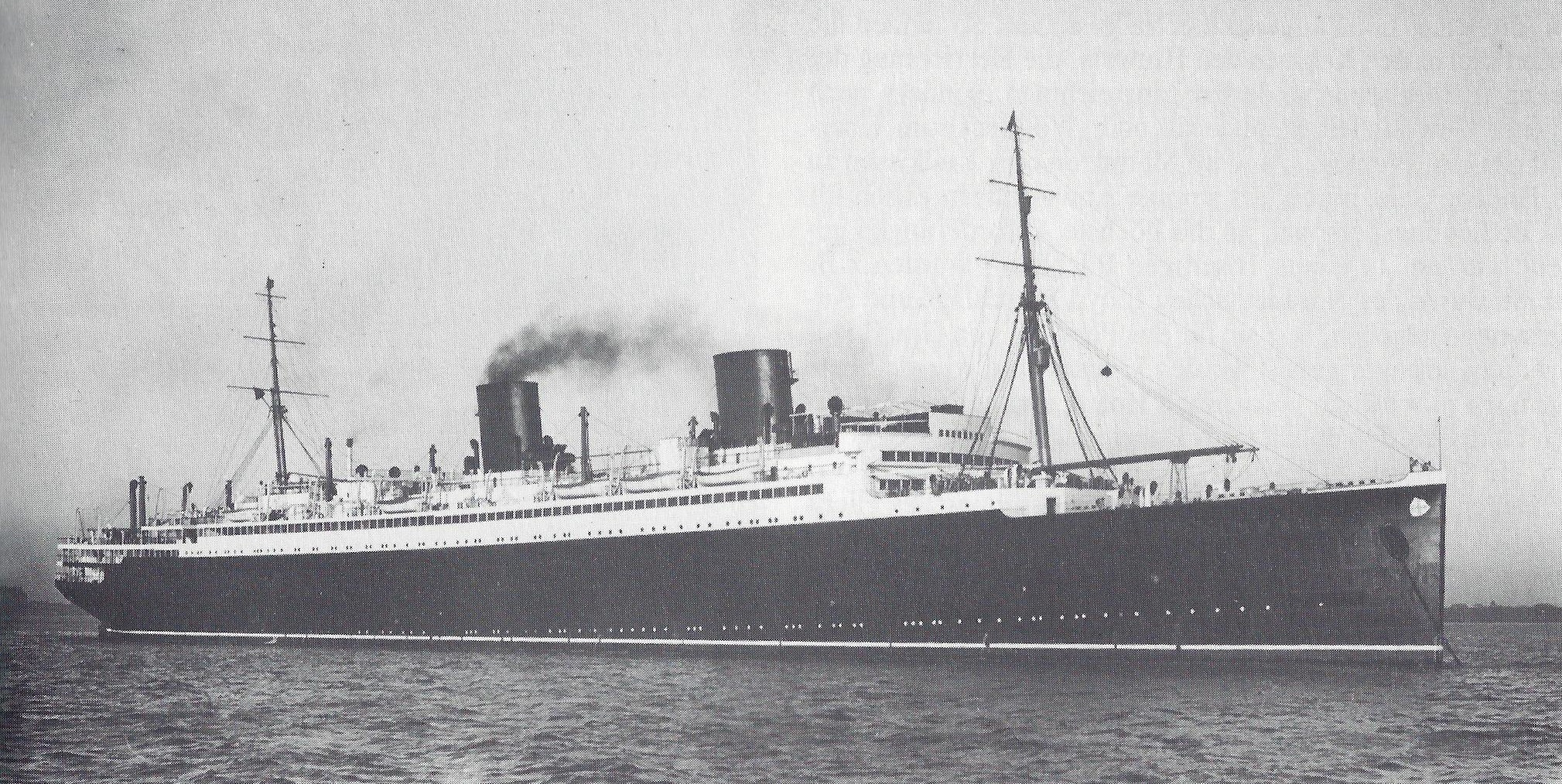
Die Columbus nach dem Umbau

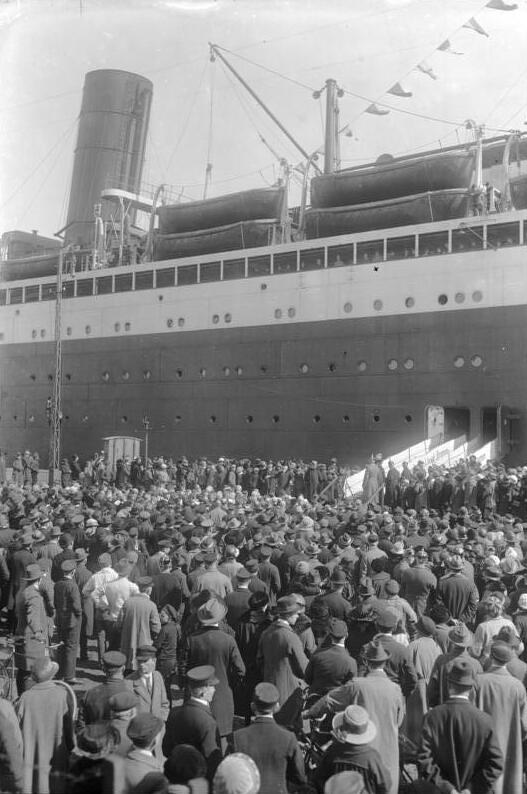
Paul von Hindenburg besucht die Columbus in Bremerhaven im April 1924

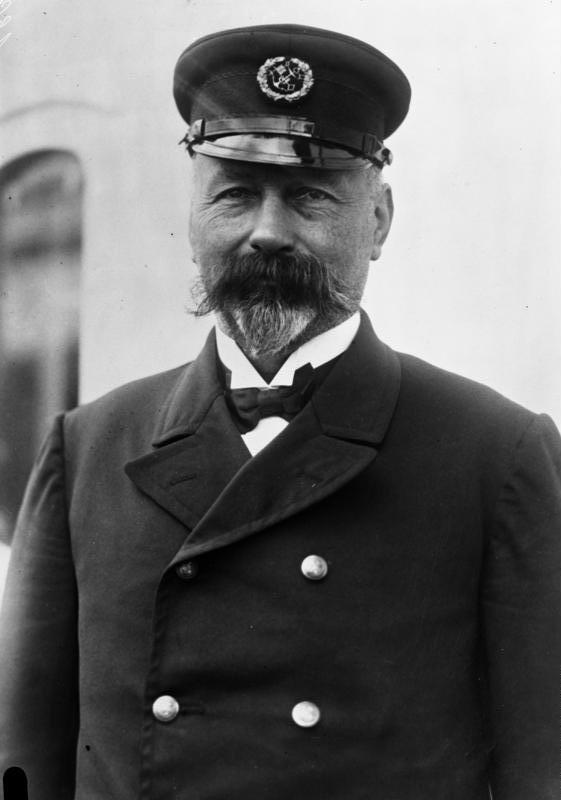
Nikolaus Johnsen, Kommodore und Kapitän der Columbus (1924) und der Europa (1930)

Am 2. August 1927 brach mitten auf dem Atlantik die Steuerbord-Propellerwelle der Columbus. Die Dampfmaschine ging wegen des fehlenden Widerstandes durch und wurde dabei so beschädigt, dass eine Reparatur nicht lohnte. Auf der Vulkan-Werft in Bremen wurde als Übergangslösung eine kleine Dreifach-Expansions-Dampfmaschine aus dem Frachtdampfer Schwaben eingebaut, so dass sie ihren Nordatlantikdienst mit reduzierter Geschwindigkeit zunächst weiterführen konnte. 1929 wurden in Hamburg zwei neue Getriebeturbinensätze mit einer Gesamtleistung von maximal 49.000 Wellen-PS eingebaut, wodurch die Geschwindigkeit auf bis zu 23 Knoten erhöht und die Columbus im inzwischen eingeführten Nordatlantik-Expressdienst des NDL eingesetzt werden konnte.
Während des Werftaufenthalts wurden auch die Passagierunterkünfte aufgearbeitet und die schlanken Schornsteine durch dickere ersetzt. Das Aussehen näherte sich dadurch demjenigen der Bremen und Europa an. Letztlich war sie nicht so schnell wie die beiden anderen Schiffe, doch konnte sie sich mit ihren 22–23 kn Geschwindigkeit zu den noblen Expressdampfern zählen. Als solcher fuhr die Columbus bis zum Ausbruch des Zweiten Weltkriegs und machte sich auch als Kreuzfahrtschiff einen guten Namen. Eine dieser Reisen dauerte beispielsweise 47 Tage und führte rund um Südamerika.

### Das Ende des Schiffes
Kurz vor Beginn des Zweiten Weltkrieges befand sich das Schiff auf Kreuzfahrt in der Karibik. Es erhielt aus Deutschland den Befehl, unverzüglich einen neutralen Hafen außerhalb der USA anzulaufen. Jedoch gelang es erst nach mehreren vergeblichen Anläufen in verschiedenen Häfen, die überwiegend amerikanischen Passagiere in Havanna (Kuba) an Land zu bringen. Danach erreichte das Schiff mit letzten Treibstoffreserven den Hafen Veracruz in Mexiko. Am 14. Dezember 1939 lief es, durch ein deutsches Schiff betankt, wieder aus, um den Durchbruch nach Deutschland zu wagen. Der Vorschlag des Kapitäns Wilhelm Dähne an den Eigner, das Schiff in Mexiko zu verkaufen und nach Kriegsende wieder zu erwerben, wurde abgelehnt. Es bewegte sich zunächst durch die neutralen Gewässer Mexikos und der USA nach Norden, um britischen Kriegsschiffen auszuweichen. In US-Gewässern wurde das Schiff durch abwechselnde amerikanische Zerstörer begleitet, die später durch den US-Kreuzer Tuscaloosa abgelöst wurden. Dieser sendete stündlich unverschlüsselt die eigene Position und die Tatsache, dass sie die Columbus begleiteten. So konnte das Schiff am 19. Dezember 1939, kurz nachdem es die US-kontrollierten Gewässer verlassen hatte, von dem britischen Zerstörer Hyperion entdeckt werden, der es aufbringen wollte. Der Zerstörer feuerte zwei Warnschüsse vor den Bug der Columbus. Die Besatzung wollte das wertvolle Schiff jedoch nicht in die Hände der Briten fallen lassen. Sie setzte das Schiff in Brand, öffnete die Seeventile und ging von Bord. Drei Heizer schafften es nicht mehr rechtzeitig in die Boote und starben an Bord. Die Columbus sank im Atlantik, 320 Seemeilen östlich von Kap Hatteras.

### Der Verbleib der Mannschaft nach dem Untergang
Die Besatzung wurde von der Tuscaloosa aufgenommen und nach New York gebracht. Die Vereinigten Staaten von Amerika waren damals noch ein neutrales Land, weshalb die deutschen Seeleute als Schiffbrüchige in die USA gelangten. An Bord der Hyperion gehen zu müssen, hätte Internierung in Großbritannien bedeutet.
Die Mannschaft einschließlich Kapitän hätte nach Seerecht als Schiffbrüchige um Aufnahme in den USA bitten können, erklärte auf Ellis Island aber, dass sie nach Deutschland zurückkehren wollten. Daraufhin wurden 567 männliche und neun weibliche Besatzungsmitglieder in den USA interniert, anfangs in Kalifornien (auf Angel Island), später in New Mexico (Fort Stanton) und South Dakota. Die meisten kamen erst nach dem Kriegsende 1945 zurück nach Bremen. Einige blieben in Amerika.

## Liniendienste
- Bremerhaven–New York

## Filme
- Die letzte Fahrt der Columbus, Film von Reinhard Joksch und Annette Sander, Radio Bremen, 2008: Der Film dokumentiert unter anderem anhand von Aufnahmen des Bordfotografen Richard Fleischhut (auch 16-mm-Filme) und anhand des erhaltenen Logbuchs die Zeit vom Sommer bis zum Dezember 1939 und verfolgt das Schicksal der Mannschaft nach dem Untergang des Schiffes auch durch Interviews mit noch lebenden Seeleuten.